# Сикорски S-29-A
Sikorsky S-29-A е двумоторен пътнически самолет тип биплан, изработен изцяло от метал, чийто първият полет е извършен през 1924 г.
Това е първият самолет, конструиран от легендарния руски авиоинженер Игор Сикорски след имигрирането му в САЩ и първият, носещ специалното означение „-А“ (означаващо „Америка“).
Самолетът има двучленен екипаж и може да превозва 16 пътници.

## Спецификация на S-29-A
- Екипаж: двама, пилот и механик
- Капацитет: 16 пътници
- Дължина: 15,19 m
- Разпереност на крилете: 21,04 m
- Двигатели:  2x „Liberty engines“, 400 к.с. (298 kW) всеки
- Максимална скорост: 207 km/h

|  | Уикипедия разполага с Портал:Авиация |